# Виолет (марка аутомобила)
Виолет (фр. La Violette) је била француска компанија за производњу аутомобила.

## Историја компаније
Компанија је основана 1910. године у Левалоа Переу под називом Franc et Cie за производњу аутомобила, која је прекнула произвоњу 1914. године.

## Аутомобили
Први модел је представљен 1910. године и био мали аутомобил који је по свим критеријумима из 1912. године представљао циклкар. Он је имао једноцилиндрични мотор запремине 700 cm³. Погон је изведен на једном од два задња точка. У 1913. године је уследио модел са двоцилиндричним мотором, потом модел 10 CV, са четвороцилиндричним мотором, са карданским преносом и каросеријом са четири седишта.